# Helina caerulea
Helina caerulea är en tvåvingeart som först beskrevs av John Otterbein Snyder 1949.  Helina caerulea ingår i släktet Helina och familjen husflugor.
Artens utbredningsområde är Venezuela. Inga underarter finns listade i Catalogue of Life.